# Imreh István (biológus)
Imreh István, Stefan Imreh. (Kolozsvár, 1945. július 9. –) erdélyi magyar biológus, genetikus. Id. Imreh István történész fia.

## Életútja
Középiskolai tanulmányait szülővárosában, a 11. számú Líceumban végezte (1963), majd a Babeș–Bolyai Tudományegyetem biológiai karán, az állattani kutatói szakon szerzett oklevelet (1968). Diplomadolgozatát a Meleg-Szamos rovarlárváinak dinamikájáról (1968), doktori dolgozatát Lazányi Endre irányítása alatt a sugárhatásra jelentkező kromoszómatörési és újraegyesülési folyamatok sugárvédő és sugárérzékenyítő anyagokkal való befolyásolhatóságáról (1973) írta. 1968-tól a kolozsvári Megyei Klinika Nukleáris Orvostani Laboratóriumában biológus, 1976-tól megszervezte és főbiológusként vezette a klinika sugárgenetikai laboratóriumot. Egy évet (1974–75) UNESCO–UNDP ösztöndíjjal az MTA Szegedi Biológiai Kutatóközpontjában dolgozott. Utóbb a Karolinska Egyetem Tumorbiológiai Intézete Genetika Laboratóriumának vezetője, Stockholmban.

## Szaktanulmányai
Szaktanulmányai a hazai Clujul Medical, Orvosi Szemle, Contribuţii Româneşti în Radiobiologie, Radiologia, Revue Roumaine Physiologic, valamint a berlini Studia Biophisica, a stuttgarti Nuclear-Medizin, a budapesti Acta Biologica Academiae Scientiarum Hungaricae hasábjain s különféle konferenciák kiadványaiban jelentek meg.
Ismeretterjesztő cikkeit magyar nyelven a Korunk, Igazság, Előre, A Hét, TETT és Művelődés közölte. A Román Televízió magyar adásában A sugárgenetikai laboratórium vendégei c. tudományos sorozatot szerkesztette.

## Kutatási eredményei
Fontosabb kutatási eredményei: anafázisteszt kidolgozása növényi kromoszómamutációk vizsgálatára, emlőssejtek fúziója és a szomatikus hibridsejtek kromoszómaanalízisének finomítása, orvosi, szakmai és baleseti sugárterhelés kromoszomális vizsgálatának romániai bevezetése.

## Társasági tagság
Tagja Románia Biológiai Társaságának és Orvostudományi Társaságának, az Európai Radiobiológiai Társaságnak (ESRB) és 1979-től elnökségi tagja az Európai Környezet-Mutagenezis Társaságnak (EEMS).